# تشارلز جلان كينغ
تشارلز جلان كينغ (بالإنجليزية: Charles Glen King)‏ هو عالم كيمياء حيوية وكيميائي أمريكي، ولد في 22 أكتوبر 1896 في إنتايت في الولايات المتحدة، وتوفي في 23 يناير 1988 في وست تشستر ‏ في الولايات المتحدة.